# Мак-Ивой, Артур
Артур Мак-Ивой (фр. Arthur McEvoy; 8 ноября 1868, Шантийи — 21 июля 1904, Париж) — французский крикетист, серебряный призёр летних Олимпийских игр 1900.
На Играх участвовал в единственном крикетном матче Франции против Великобритании, который его команда проиграла, и Мак-Ивой получил серебряную медаль. За игру он получил 1 очко.